# Creu del Camp de sa Batalla
La creu del Camp de sa Batalla és una creu erigida en memòria del rei Jaume III de Mallorca a l'indret on perdé la vida el 1349 a Llucmajor, Mallorca.
Aquesta creu està situada prop de l'entrada de Llucmajor, a la carretera Ma-19A, antiga carretera que unia Llucmajor amb Palma passant per s'Aranjassa. Es tracta d'un monument erigit per l'Ajuntament de Llucmajor l'any 1949 en memòria del rei Jaume III, que perdé la vida a la batalla de Llucmajor en aquest indret, anomenat Camp de sa Batalla, lluitant contra les tropes de Pere IV el Cerimoniós, sis-cents anys abans, el 1349. El monument fou dissenyat per l'arquitecte Gabriel Alomar i Esteve i restaren sense construir una escalonada i uns arcs apuntats per manca de pressupost. La creu és sobre una base cúbica de marès a la qual s'accedeix per set escalons. Hi destaquen dues inscripcions: a l'anvers TVI MEMORES TVI 1349-1949, i al revers IACOBO III MAIORIC. REGI. MVNVS. Té el fust octogonal, amb quatre escuts.